# Бодкау (Арканзас)
Бодкау (енгл. Bodcaw) град је у америчкој савезној држави Арканзас.

## Демографија
По попису из 2010. године број становника је 138, што је 16 (-10,4%) становника мање него 2000. године.
| Група             | 2000.       | 2010.       |
| Белци             | 150 (97,4%) | 123 (89,1%) |
| Афроамериканци    | 2 (1,3%)    | 4 (2,9%)    |
| Азијати           | 0 (0,0%)    | 0 (0,0%)    |
| Хиспаноамериканци | 2 (1,3%)    | 7 (5,1%)    |
| Укупно            | 154         | 138         |